# 短管瑞香
短管瑞香（学名：Daphne brevituba）为瑞香科瑞香属下的一个种。

## 扩展阅读
維基物種上的相關：短管瑞香